# Paradoxe des trois pièces de monnaie
 (novembre 2018).
Le paradoxe des trois pièces de monnaie est un paradoxe probabiliste qui repose sur un raisonnement subtilement fallacieux, mais clairement et incontestablement identifiable. Ainsi, ce n'est nullement un paradoxe, mais un exercice de raisonnement probabiliste.

## Énoncé
On lance trois pièces de monnaie. Quelle est la probabilité que celles-ci retombent du même côté, que ce soit pile ou face ? Une chance sur 4 (un quart).

Pourtant, si je lance trois pièces, il y en a forcément deux qui seront déjà du même côté ; la troisième y sera avec une chance sur deux. Candide affirme donc qu'il y a une chance sur deux que toutes trois tombent du même côté.
La probabilité correcte étant 1/4 et non 1/2, le problème consiste à repérer l'erreur de raisonnement aboutissant à la mauvaise conclusion.

## Analyse

### Le raisonnement énumératif
Il y a huit possibilités équiprobables (PPP, PPF, PFP, PFF, FPP, FPF, FFP, FFF ), parmi celles-ci se trouvent deux cas favorables (PPP et FFF).
La probabilité vaut donc 2/8, soit 0,25.

### Le raisonnement fallacieux
Illustrons cela au travers d'un dialogue entre Candide et le professeur Cosinus :
— Candide : Si je lance trois pièces, il y en a forcément deux qui seront déjà du même côté.
— Cosinus : En effet.
— Candide : Il y a donc bien une chance sur deux que la troisième soit du même côté.
— Cosinus : Pas du tout !
— Candide : Mais si. Il y a 4 possibilités : 2xP+P, 2xP+F, 2xF+P, 2xF+F ; et 2 cas favorables : 2xP+P, 2xF+F.
— Cosinus : Oui mais, contrairement au raisonnement énumératif, les possibilités ne sont pas équiprobables. 
— Candide : C’est-à-dire ?
— Cosinus : Par exemple : 2xP+P correspond à PPP seulement ; mais 2xP+F correspond à PPF, PFP ou FPP. Le cas 2xP+F est 
donc trois fois plus probable que 2xP+P.
— Candide : Mais enfin, les deux premières pièces donnent pile ou face avec une probabilité 1/2 ; la troisième donne aussi pile ou face avec une probabilité 1/2 ; donc la probabilité que le résultat des deux premières pièces soit identique au résultat de la troisième est 1/2.
— Cosinus : Tes prémisses sont justes ; mais la conclusion est fausse en l'occurrence. Cela n'a rien à voir. Qu'est-ce qui te permet une telle conclusion ?
— Candide : Euh... Bon... Mais supposons que l'on numérote les pièces sans les regarder, puis on découvre que les pièces no 1 et no 2 donnent pile. Quelle est la probabilité pour que la pièce no 3 donne pile ?
— Cosinus : 1/2.
— Candide : Ah ! J'ai donc raison.
— Cosinus : Pas du tout. La situation est différente.
— Candide : En quoi ?
— Cosinus : Lorsque les pièces sont numérotées dans l'ignorance du (ou préalablement au) tirage, la pièce no 3 n'est pas corrélée aux deux autres. La troisième pièce, en revanche, est choisie ou déterminée a posteriori. Elle est corrélée aux deux autres. C'est, grossièrement la pièce dont le résultat peut être différent des autres. 
— Candide : Mais alors, comment poursuivre mon raisonnement justement ?
— Cosinus : J'aurais dû ajouter que, « la probabilité pour que la pièce no 3 donne pile lorsque les pièces no 1 et no 2 donnent pile » signifie « la probabilité pour que la pièce no 3 donne pile sachant que les pièces no 1 et no 2 donnent pile. » Il faut donc faire usage des probabilités conditionnelles.

### Le raisonnement conditionnel implicite
Notons {\displaystyle A}, {\displaystyle B}, {\displaystyle C} les résultats (pile/face) respectifs des pièces numérotées selon l'expérience de Candide. Ainsi l'erreur vient du fait que Candide ne calcule pas {\displaystyle p(A=B=C)} mais {\displaystyle p(A=B=C|A=B)}.
La probabilité pour que les trois pièces "soient semblables" sachant que les pièces no 1 et no 2 "sont semblables" est :